# Hector Schnitzer
Hector Schnitzer (Genova, 1º aprile 1889 – Favallina, 16 ottobre 1918) è stato un calciatore e militare italiano.
Era noto anche con il nome ed il cognome italianizzati in Ettore Snitzer.

## Biografia
Di origine svizzera, venne chiamato alle armi dall'Esercito Italiano durante la prima guerra mondiale, dove raggiunse il grado di Capitano Medico del 5º Lancieri Novara. Ammalatosi, morì in un ospedale da campo nei pressi di Grumolo delle Abbadesse. Anche il fratello minore Mario, aspirante medico, morì in un ospedale di campo a Verona.

## Carriera
Cresciuto calcisticamente nel Liguria, nel 1908 passa al Genoa, anno in cui il club rossoblu giocò solo incontri amichevoli per l'autosospensione dei genovesi dalle competizioni per il blocco degli stranieri. Lascia la società genovese dopo una sola stagione.
Terminata l'esperienza con i rossoblù passa allo Spinola, con cui ottiene il terzo ed ultimo posto del girone della Campionato Italiano di Seconda Categoria 1909. identico piazzamento ottenuto la Seconda Categoria 1909-1910.
Nel 1910 è ingaggiato dall'Andrea Doria. Nella prima stagione in biancoblu ottiene il quarto posto della Sezione Liguria-Piemonte-Lombardia, seguito dal sesto posto nel Torneo maggiore nella stagione seguente e da un quarto posto nel girone Lombardo-ligure nella Prima Categoria 1912-1913.
Nella sua ultima stagione con i doriani, giunge al sesto posto delle eliminatorie del girone Piemonte/Liguria. Rimane comunque legato al sodalizio genovese sino alla sua partenza per il fronte, causata dall'intervento italiano nella Grande Guerra.